# Doggererz
Doggererze sind Eisenerze des Süddeutschen Schichtstufenlandes und des nordöstlichen Schweizer Juras, die im braunen Jura durch Ablagerung entstanden. Ähnlich wie die etwa gleich alte lothringische Minette oder Teile des kreidezeitlichen Eisenerzes im norddeutschen Raum lagerte es sich vor der Küste im Meer (submarin) in Form sogenannter Ooide (Eisenoolith) ab.

## Entstehung
Das Süddeutsche Jurabecken war zu Anfang des Jura nach Südwesten und Westen mit dem Pariser Becken und nach Norden über die Hessische Straße mit dem Norddeutschen Jurameer verbunden. Im Nordwesten des Süddeutschen Jurabeckens bestanden lange Küstenlinien um die Ardennisch-Rheinische Insel – Bildungsort der lothringischen Minette – und im Osten und Süden lagen die Ufer der Vindelizischen Schwelle und der Böhmischen Masse, vor denen sich die Doggererze bildeten.
Über dem Opalinuston wurden von den Küsten der Vindelizischen Schwelle und der Böhmischen Masse her braune und braunrote, feinkörnige Sandsteine abgelagert, in denen mehrfach Eisenoolith-Flöze ausgebildet sind. Die Ooide wurden nach ihrer Bildung im Flachwasser von Strömungen in das Meer verfrachtet und bildeten dort Ansammlungen von teilweise beträchtlicher Ausdehnung. Wirtschaftliche Bedeutung für den süddeutschen Raum besaßen vor allem die Erze der Murchisonaeoolith-Formation (Oberrheingraben) und der Eisensandstein-Formation (Fränkischer und Schwäbischer Jura). Im weiteren Verlauf des Mitteljura kommen noch andere Eisenoolith-Einschaltungen vor, die für die Eisenerzgewinnung jedoch nur lokale Bedeutung besaßen.

## Vorkommen

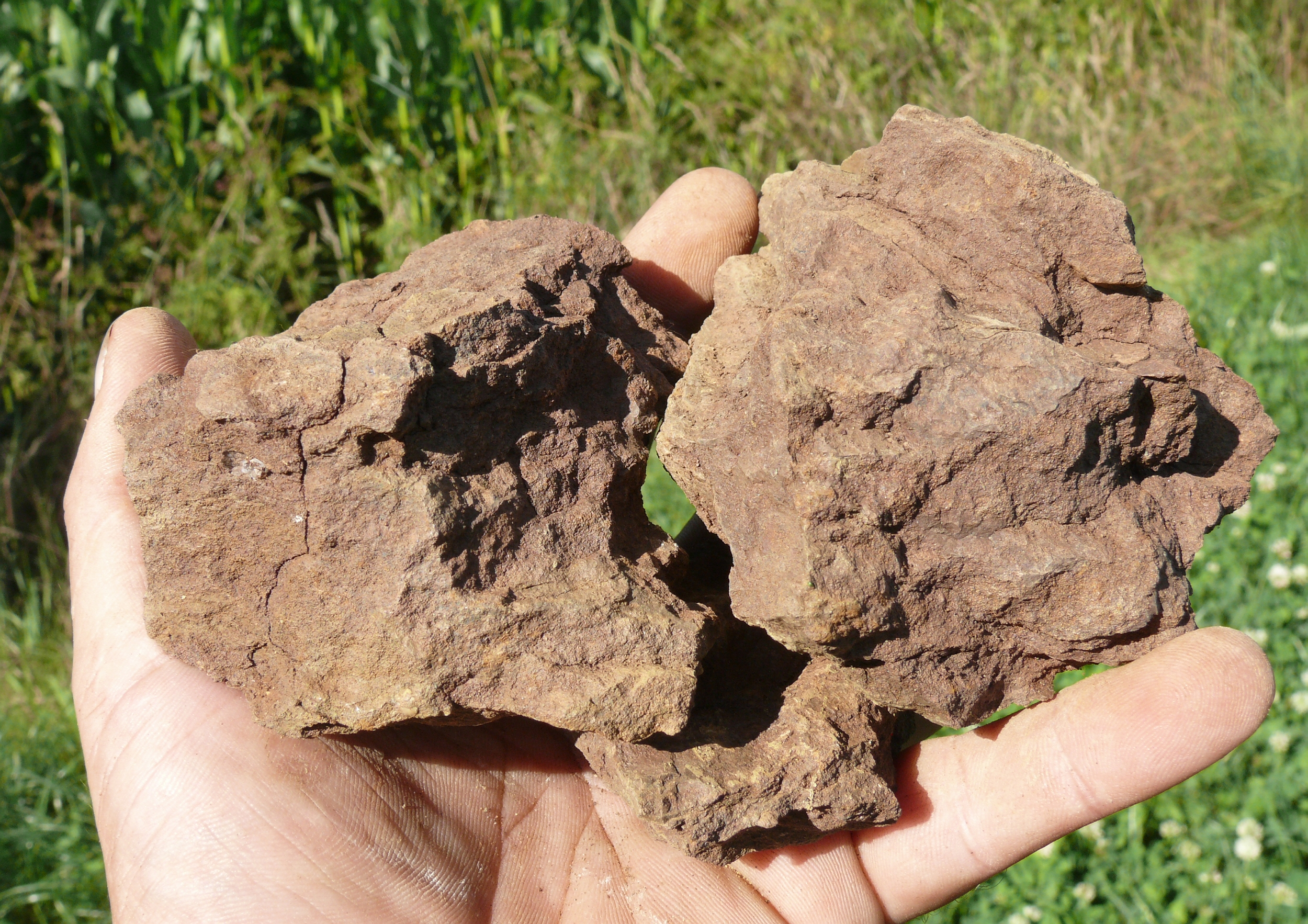
Bruchstücke aus dem eisenhaltigen Unteren Flöz des Eisensandsteins

### Deutschland

#### Baden-Württemberg
Die Lagerstätte bei Blumberg im Urdonautal, nahe der Schweizer Grenze, ist als Eisenflöz mit etwa 4 Meter Mächtigkeit ausgebildet, der Eisengehalt liegt bei rund 20 %. Das Erz hat einen Kieselsäureanteil von 23 %. Die Erzvorkommen wurden seit 1931 von der Gutehoffnungshütte in Gutmadingen und von der Doggererz-Bergbau GmbH bzw. ihrem Rechtsnachfolger Doggererz AG in Blumberg seit 1934 gewonnen. Der Abbau erwies sich jedoch als unwirtschaftlich. Bei Wasseralfingen in der Nähe von Aalen, am Nordrand der Schwäbischen Alb, sind zwei Flöze ausgebildet, deren Gesamtmächtigkeit ebenfalls rund 4 Meter beträgt. Der Eisengehalt liegt zwischen 21 und 42 %.
Eine weitere Lagerstätte befindet sich am Rand der Oberrheinischen Tiefebene in den Vorbergen des Schwarzwaldes zwischen Lörrach im Süden und Lahr im Norden.
In Rietheim-Weilheim bei der Maria-Hilf-Kapelle wurde bis 1861 für die Hochöfen in Ludwigsthal Doggererz abgebaut. Frauen und Kindern war der Zutritt zu dem 3,5 km langen Stollen verboten. Auch aus dem Zollernalbkreis wurden Erze in die Hüttenwerke nach Tuttlingen gefahren. Das näher gelegene Schmelzwerk in Harras wurde 1832 stillgelegt. Nach dem Bau leistungsfähiger Bahnstrecken wurde in Süddeutschland Eisenerz abgebaut um über den im Hochofen eh erforderlichen Kalkstein einen eisenhaltigen Zuschlag zu verwenden.
Bei der Goldhöhle handelt es sich um einen etwa 180 Jahre alten eingestürzten Stollen im Geislingen (Zollernalbkreis). Beim Neubau der Bahnstrecke Stuttgart–Ulm in Geislingen an der Steige wurde ein Eisenerzflöz freigelegt, welches bis 1963 mit einem Stollen erschlossen war.

#### Bayern
Bei Pegnitz in Franken gab es zwei Abbaugebiete: eines am Zipser Berg (Tiefbau) und Langenreuth (Tagebau). Der Eisengehalt liegt bei 28 bis 37 %.

### Schweiz
Bei Wölflinswil-Herznach-Ueken in der Region Fricktal wurden Doggererze seit dem Mittelalter in einer Mächtigkeit zwischen 3 und 7 Meter und einem Eisengehalt von circa 50 % abgebaut.

## Gewinnung
Versuche, das Doggererz zur Eisengewinnung zu verwenden, datieren bis ins 16. Jahrhundert zurück, doch erst mit dem Paschke-Peetz-Verfahren 1934 konnte es wirtschaftlich zu Eisen verhüttet werden. Im Rahmen der Autarkiebestrebungen in der NS-Zeit wurde der Abbau des Doggererzes forciert und zu diesem Zweck die Doggererz AG gegründet.
Untersuchungen der Schlacke historischer Eisenschmelzen im Bereich der Schwäbischen Alb zeigen einen neuen Kleinschmelzofentyp, der seit dem 13. Jahrhundert auch Doggererze verhütten konnte.